# Gurkenbaum
Der Gurkenbaum (Averrhoa bilimbi), auch Bilimbi genannt, ist neben der Sternfrucht  eine von zwei Arten aus der Gattung der Gurkenbäume (Averrhoa). Sie gehören zur Familie der Sauerkleegewächse (Oxalidaceae) und stammen aus Südostasien.

## Beschreibung

### Vegetative Merkmale

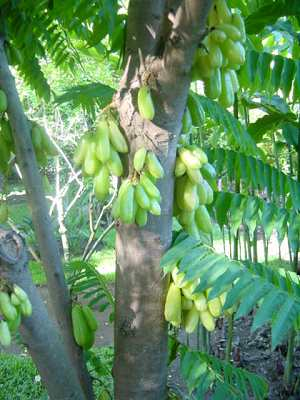
Habitus und Früchte

Der immergrüne Gurkenbaum kann Wuchshöhen von bis zu 15 Meter erreichen, bleibt aber meist einiges kleiner. Der Stammdurchmesser erreicht bis zu 30 Zentimeter. Zweige und Äste wachsen nach oben. Die beblätterten Zweige haben eine Dicke von etwa 7 mm und sind mit einem dichten, bräunlichen oder gelblichen Flaum behaart. Die relativ glatte Borke ist braun.
Die wechselständigen, zusammengesetzten und unpaarig gefiederten Laubblätter werden insgesamt bis zu 60–65 cm lang und sind an den Zweigenden angeordnet. Die Blattstiele sind 4 bis 13 (17) cm lang, etwa 2,5 mm dick und dicht flaumhaarig und an der Basis verbreitert. Pro Blatt sind 13 bis 39, ganzrandige und kurz gestielte, oft hängende Fiederblättchen vorhanden, die Spreite der Blättchen ist 2,5 bis 8 (15) cm lang und 1,2 bis 3 (5) cm breit. Sie sind eiförmig bis -lanzettlich oder länglich und teils asymmetrisch, an der Spitze spitz bis zugespitzt und an der Basis abgerundet bis stumpf. Sowohl Ober- als auch Unterseite sind feinflaumig behaart. Die Nebenblätter fehlen.

### Blütenstände und Blüten
Die aus Zymen, traubig, rispig zusammengesetzten Blütenstände stehen in den Blattachseln oder kauliflor (stammblütig) an Stamm und (ramiflor) an den Ästen. Sie bestehen aus 15 bis 20 Blüten und sind feinfilzig und drüsig behaart. Die Tragblätter sind 4 mm lang, die pfriemförmigen Vorblätter haben eine Länge von 1,5 bis 2 mm. Die drüsenhaarigen Blütenstiele sind 4 bis 20 mm lang und nahe der Mitte deutlich unterteilt (Gelenk).
Die kleinen, duftenden Blüten sind zwittrig, radiärsymmetrisch und fünfzählig. Die fünf, außen etwas haarigen, grünlich bis rötlichen Kelchblätter sind an ihrer Basis verwachsen, 1,5 bis 2,5 mm lang, 1,5 bis 3 mm breit und eiförmig bis elliptisch, nur ein inneres Kelchblatt ist langgestreckt. Auf beiden Seiten befinden sich drüsige und anliegende Trichome. Die rötlichen bis violetten und im Schlund weißlichen, freien sowie zurückgelegten Kronblätter sind 10 bis 20 mm lang und 2,5 mm breit, verkehrt-eilanzettlich oder eilanzettlich und fallen frühzeitig ab.
Es sind zwei Kreise mit je fünf fertilen Staubblättern vorhanden, zum einen im äußeren Kreis mit kürzeren (4 mm) und zum anderen im inneren Kreis mit langen (10 mm) Staubfäden. Der oberständige, mehrkammerige Stempel ist 7,5 bis 12 mm und der Fruchtknoten 4 bis 7,5 mm lang. Es sind fünf hetero- und tristyle Griffel vorhanden.

### Früchte

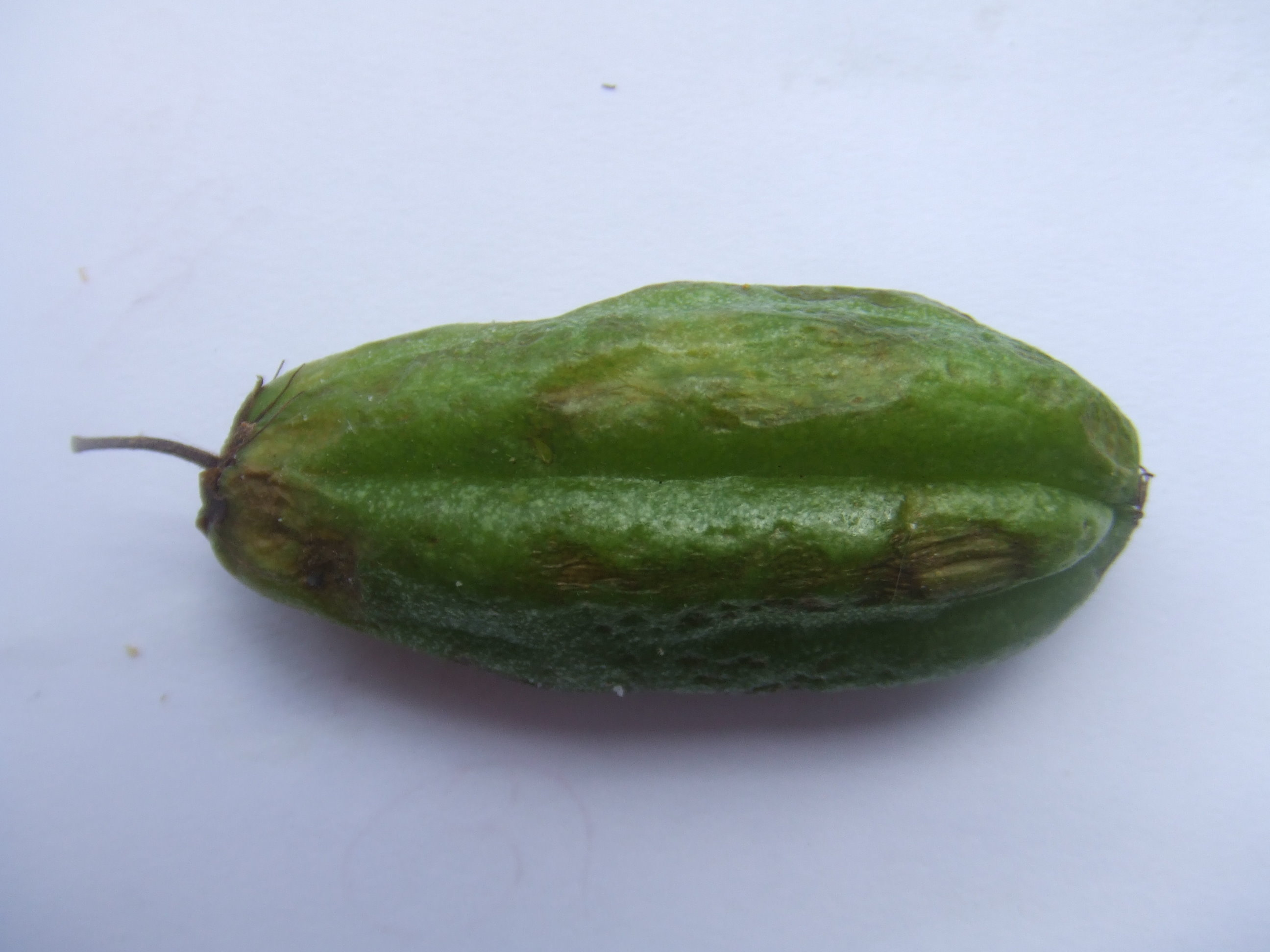
Frucht

Die mehrsamigen Früchte sind etwa 5 bis 10 cm lang und besitzen einen Durchmesser von 3,5 cm. Die fleischigen, wachsigen und weichen, dünn- und zartschaligen, eiförmigen bis ellipsoiden Beeren mit beständigem Kelch und Griffelresten an der Spitze sind im Querschnitt rund bis leicht, mehr oder weniger, abgerundet fünfkantig. Sie sind anfänglich grün und zur Reife dann gelblich. Sie enthalten etwa 6 bis 7 flache, etwa 6–7 mm große, hellbraune Samen.
Die Früchte mit einem gelatinösen, grünlichen und leicht saftigen Fruchtfleisch sind viel saurer als die der Sternfrucht (Averrhoa carambola), ihnen fehlen auch die auffälligen Kanten.

## Vorkommen
Der Gurkenbaum kommt ursprünglich in Sulawesi und auf den Molukken vor. Er wurde aber in zahlreiche Länder Südostasiens und in Südamerika eingeführt.

## Verwendung
Da die Früchte meist zu sauer sind, werden sie selten roh gegessen, nur aus Costa Rica ist bekannt, dass die grünen, rohen Früchte als Beilage zu Reis und Bohnen gereicht werden, gelegentlich auch zu Fisch und Fleisch. Im Fernen Osten werden die Früchte häufig für Currys und Chutneys genutzt, aus dem Saft werden Erfrischungsgetränke hergestellt. Kleingeschnittene Früchte werden in Indonesien zusammen mit anderem Gemüse und Fisch als Pepes (Fisch im Bananenblatt) serviert.